# Csíkos Luca
Csíkos Luca (Keszthely, 2005. február 25. – ) Európa-bajnoki bronzérmes magyar válogatott kézilabdázó, balátlövő, a Váci NKSE játékosa.

## Pályafutása

### Klubcsapatokban
Csíkos Luca édesapja kézilabdaedző, 14 éves koráig az ő csapataiban játszott. Serdülőként pályára lépett Hévízen, Vonyarcvashegyen és Marcaliban. 2018-ban igazolt a Nemzeti Kézilabda Akadémiára. 2020-tól az ifjúsági bajnokság mellett szerepet kapott a másodosztályban szereplő felnőtt csapatban is. Az év végén bronzérmesek lettek, majd egy évvel később megnyerték az NB1/B Nyugati csoportját, Csíkos Luca 77 góllal a csapat második leggólerősebb játékosa volt. Első élvonalbeli szezonjában 96 találatig jutott. 2023 nyarán a bajnokságban hatodik helyezett, Európa-ligában induló Váci NKSE csapatához igazolt. Első váci szezonjában már 106 gólt lőtt a bajnokságban, emellett az Európa-ligában is szerzett 37 találatot. Mindkét sorozatban a házi góllövőlistán Kuczora Csenge mögött lett második legeredményesebb játékos. A 2024–2025-ös bajnokságban csapatának legjobbjaként 164 gólt szerzett és a góllövőlista negyedik helyén végzett.

### A válogatottban
A 2023-as junior Európa-bajnokságon aranyérmes lett. A 2024-es junior világbajnokságon 39 góljával a végül ezüstérmes magyar válogatott legeredményesebb játékosa volt.
A felnőttválogatottban 2024 novemberében mutatkozott be az ukrán válogatott elleni felkészülési mérkőzésen, amelyen öt gólt szerzett. Első felnőtt világversenye a részben hazai rendezésű 2024-es Európa-bajnokság volt, amelyen a magyar válogatott 12 év után először szerzett bronzérmet.

## Sikerei, díjai
- Junior világbajnoki ezüstérmes: 2024
- Junior Európa-bajnok: 2023
  - Ifjúsági Európa-bajnok: 2021
  - Ifjúsági világbajnokság: bronzérmes: 2022